# موسیقی رمانتیک
موسیقی دوره رمانتیک به موسیقی دوره‌ای از موسیقی کلاسیک غربی گفته می‌شود که از اوایل قرن نوزدهم میلادی آغاز گشت. این موسیقی به نهضت رمانتیک مربوط است. این سبک از نظر زمانی پس از دوره کلاسیک و تا حدی در تقابل با آن ظاهر شد.
هنرمندان رمانتیک بیشتر به احساسات و عوالم شخصی و درونی خود توجه داشتند. آن‌ها دنیای خیال و رؤیا، افسانه‌های کهن، سرزمین‌های دوردست و ناآشنا و هم چنین اسرار و خیالاتی را که از زندگی عادی و روزمره فاصله داشت هدف اصلی آثارشان قرار می‌دادند، برخلاف آثار کلاسیک‌ها که در آن عقل، منطق و استدلال بر احساسات و عواطف غلبه دارد، آثار هنرمندان رمانتیک سرشار از احساسات و عواطف انسانی است.

## نام
صفت رمانتیک از واژه «رمانس» (romance) گرفته شده که معنی اصلی ادبی آن مشتق از داستان‌ها یا قهرمانان اشعار و وقایع قرون وسطی است که به زبان رمانس نوشته می‌شده است. اشعار قرون وسطی که دربارهٔ پادشاه آرتور بودند به رمانس‌های آرتوری شهرت داشتند. از آن زمان به بعد و حدود اواسط قرن هفدهم که کلمه رمانتیک مورد استفاده قرار گرفت اشارات ضمنی به چیزهای خیلی دور، افسانه‌ای، موهوم و خیالی، عجیب و تصوری متضاد با جهان حقیقی را دربرداشت.
نام هر دوره‌ای از تاریخ موسیقی غربی معمولاً دارای دو مفهوم است: اول مشخص کردن سبکی از موسیقی، دوم تعیین کردن دوره‌ای که در آن این سبک جریان دارد. برای مثال صفت کلاسیک در مفهوم رایج آن به سبک آثار هایدن، موتسارت، بتهوون و هم چنین به دوره زمانی که این سبک‌ها در آن جریان داشته‌اند، یعنی سال‌های ۱۷۵۰ تا ۱۸۲۰ گفته می‌شود.
واژه‌های کلاسیک و رمانتیک که بیان‌کننده سبک دوره‌هایی از تاریخ موسیقی هستند، به دو دلیل اشکالاتی دربردارند. اول این که هر دو کلمه در ادبیات، هنر زیبا و تاریخ عمومی دارای مفاهیم وسیع تر و متعددتری نسبت به آنچه در تاریخ موسیقی مورد استفاده قرار گرفته است، هستند.
کلاسیک را می‌توان چیزی تمام شده، کامل، قابل نمونه برداری و نمونه قابل قبولی که آثار بعدی از روی آن ارزیابی شد نامید. با این تعریف بعضی از مصنفان قدیمی موسیقی مثل پالسترینا را می‌توان کلاسیک نامید ولی برای قرون نوزدهم و بیستم این موسیقی هایدن، موتسارت و بتهون است که نمونه موسیقی کلاسیک به‌شمار می‌آید.
با وجود اینکه هر دو مکتب دارای اصول هارمونی، قواعد کلی رابطه آکوردها، ریتم، فرم و مفاهیم مشترکی هستند، اما در واقع در بسیاری از موارد از جمله اصول فکری و فلسفه موسیقی، متفاوت‌اند. موسیقی کلاسیک مکتب سلطه عقل، و موسیقی رمانتیک مکتب اصالت احساس است. موسیقی کلاسیک در جستجوی وحدت عقلانی اجزاء، و موسیقی رمانتیک در بیان شور و عشق و احساس است. اگر بپذیریم که شگفتی، نامحدودی و بی پایانی از خصوصیات سبک رمانتیک است، بنابراین موسیقی از همه هنرهای دیگر رمانتیک تر است، زیرا عوامل اصلی موسیقی مانند صدا و ریتم از اشیای واقعی جهان جداست. همین جدایی است که موسیقی را از هر هنر دیگری در بیان احساسات، افکار و هیجانات درونی که عوامل رمانتیک هستند مناسب تر می‌سازد.
تجربیات و تغییرات فردی و پیشرفت‌هایی که در زمینه موسیقی از موتسارت تا مالر شده است از دید شنونده امروزی همه در جریانی سنتی و چارچوب کلی مشترک قرار دارند؛ مثلاً اگر موتسارت می‌توانست موسیقی مالر را گوش کند، ممکن بود که از آن لذت ببرد یا این که خوشش نیاید ولی در هر صورت برایش پدیده‌ای عجیب و غریب نبود.

## نشانه‌های رمانتیسم
در یک مفهوم کلی تمام هنرها را می‌توان رمانتیک فرض کرد، زیرا ممکن است هنر مواد اولیه‌اش را از زندگانی حقیقی بگیرد و با تغییراتی در آن دنیایی جدید و تازه بسازد که تا حدی از زندگی روزمره فاصله داشته باشد. از این لحاظ هنر رمانتیک در تأکید بیشترش بر کیفیت و شگفتی و بی رمزی با هنر کلاسیک فرق دارد. در مفهوم کلی رمانتیسم پدیده‌ای مختص به یک دوران نیست، بلکه در زمان‌های مختلف با اشکال گوناگون در تاریخ موسیقی و دیگر هنرها ظاهر می‌شود؛ مثلاً دوره آرس نوا (هنر جدید) را نسبت به آرس آنتیکوا (هنر قدیم) یا هم چنین دوره باروک را نسبت به رنسانس یا این که هنر موسیقی قرن نوزدهم را نسبت به دوره کلاسیک می‌توان رمانتیک فرض کرد.
در مکتب کلاسیک بیشتر به فرم توجه می‌شود در حالی که مکتب رمانتیک بیشتر به مضمون و بیان احساسات و حالات درونی اهمیت داده و زیبایی‌های فنی چندان مطرح نیستند.
یکی دیگر از مشخصات رمانتیسم، دگرگون ساختن برخی از ویژگی‌های کلاسیک، از جمله قواعد خشک، نظم و تعادل، تمامیت و کنترل است. وضوح و روشنی که از جنبه‌های مهم کلاسیک‌ها بود جایش را به نوعی تیرگی و ابهام عمدی و بیان سمبولیک در رمانتیک‌ها داد. شخصیت هنرمند به تدریج با محتوای هنریش درآمیخت و هنرها عموماً با همدیگر ترکیب شدند. آهنگسازان رمانتیک اکثراً با ادبیات و دیگر علوم و هنرها آشنا بودند و موسیقی و شعر در یکدیگر تأثیر فراوانی گذاشتند.
شوپنهاور معتقد بود که موسیقی همانا تصور و تجسم حقایق درونی جهان و بیان آنی احساسات همگانی است. موسیقی سازی، یعنی آن گونه موسیقی که تنها برای سازها نوشته می‌شود، فارغ از کلمات می‌تواند ارتباط احساسی و عاطفی را زودتر برقرار کند و به همین دلیل است که موسیقی‌سازی کمال مطلوب هنر رمانتیک است. حالت انتزاعی موسیقی سازی، جدایی آن از عوامل جهان بیرون، جنبه اسرارآمیز آن و هم چنین قدرت الهام غیرقابل مقایسه‌اش که بدون یاری کلمات تأثیر مستقیمی بر مغز دارد، آن را به یکی از والاترین هنرهای قرن نوزدهم تبدیل کرده است.

## دوگانگی رومانتیک
از مهم‌ترین دوگانگی‌ها و تناقضاتی که در موسیقی رمانتیک وجود دارد رابطه بین موسیقی و کلمات است. اگر موسیقی‌سازی هنر کامل رمانتیک است، چرا بزرگ‌ترین مصنفان سمفونی، یعنی عالی‌ترین فرم موسیقی سازی، هایدن، موتسارت و بتهوون آهنگسازان کلاسیک بودند؟ از طرف دیگر یکی از بارزترین فرم‌های رایج قرن نوزدهم قطعات آوازی به نام لید است که در آن شوبرت، شومان، برامس و هوگو ولف به همبستگی و اتحاد درونی تازه‌ای بین موسیقی و شعر دست یافتند. حتی در آثار موسیقی‌سازی آهنگسازان رمانتیک، روح لیریک و تعزلی لید بیشتر از روج دراماتیک سمفونی احاطه دارد، همچنان‌که در آثارسازی تعزلی لید بیشتر از روج دراماتیک سمفونی احاطه دارد، همچنان‌که در آثارسازی اواخر موتسارت، هایدن و خصوصاً بتهون این امر آشکار است. موسیقی رمانتیک مدیون تمایلات ادبی و دیگر هنرهای غیر از موسیقی است. عده زیادی از آهنگسازان پیشرو قرن نوزدهم بی‌نهایت طرفدار و دوستدار آثار شاعران و نویسندگان رمانتیک بودند و اغلب این نویسندگان و شاعران نیز دربارهٔ موسیقی اظهار نظر می‌کردند و در مواردی آثاری می‌نوشتند؛ مثلاً لیست، برلیوز، شومان و واگنر نه تنها تحصیل کرده و ادیب بودند، بلکه با ادیبان و فیلسوفان دیگر نیز دوستی و هم فکری داشتند. وبر، شومان و برلیوز مقالات زیادی دربارهٔ موسیقی نوشتند و واگنر که یکی از بزرگ‌ترین آهنگسازان دوره عظمت رمانتیک به‌شمار می‌آید، شاعر، مقاله‌نویس و فیلسوف نیز بود. باید توجه داشت که جریان رمانتیک قبل از موسیقی در ادبیات وجود داشت و از نویسندگانی که تأثیر فراوانی بر آهنگسازان رمانتیک داشتند می‌توان به ژان پل ریختر، هوفمان که خود از آهنگسازان اپرا بودند، والتر اسکات و لرد بایرون اشاره کرد.
تناقضات بین موسیقی‌سازی به عنوان عالی‌ترین عامل بیان احساسات از یک طرف و رابطه قوی ادبیات با موسیقی در قرن نوزدهم از طرف دیگر در مفهوم حل گردید. اصطلاح موسیقی برنامه‌ای آن چنان‌که در قرن نوزدهم مورد استفاده قرار گرفت، عبارت است از یک نوع موسیقی‌سازی که دارای موضوعاتی شاعرانه، توصیفی یا حتی داستانی باشد. البته نه در مفهوم فیگورهای تصاویر صوتی آثار دوره باروک یا تقلید حرکات و اصوات طبیعی در بعضی از آثار قرن هیجدهم. دومین شیوه‌ای که رمانتیک‌ها توانستند به وسیله آن موسیقی ساز را با کلمات آشتی دهند، اهمیت بخشیدن به قسمت‌های همراهی‌سازی در موسیقی آوازی است (از لیدهای شوبرت تا ارکستر سمفونیکی که اپراهای واگنر را همراهی می‌کند).
تجاربی که بتهون در خلال نوشتن آثارش به دست آورد، هر یک بنای عظیمی بود برای موسیقی رمانتیک، از جمله موسیقی برنامه‌ای قرن نوزدهم که مشخصاً از سمفونی پاستورال او سرچشمه گرفت. آهنگسازانی که تا اواسط قرن نوزدهم نهایت کوشش خود را در نوشتن موسیقی برنامه‌ای به کار بردند، مندلسون، شومان، برلیوز و لیست بودند و در اواخر قرن می‌توان از دبوسی و ریچارد اشتراوس نام بود.
اما عملاً در این دوره هر آهنگسازی کمابیش موسیقی برنامه‌ای نوشته است.

## جامعه و فرد
یکی دیگر از دوگانگی‌های رمانتیک، ارتباط بین آهنگساز و اجتماع پیرامون اوست. در قرن هیجدهم اشراف و طبقات بالای اجتماع هنر و ادبیات را مانند دیگر مظاهر زمان تحت اختیار خود داشتند و اکثر آثار هنرمندان در محافل این عده عرضه می‌شد و نتیجتاً فقط به دستور و سفارش آن‌ها اثری به وجود می‌آمد. به این دلیل آهنگسازان قرن هجدهم مجالی برای جلب توجه عام مردم نداشتند و در نتیجه شنوندگان آثارشان فقط عده محدودی از اشراف بود
با انقلاب کبیر فرانسه و از میان رفتن قدرت حاکمه اشراف و شاهزادگان، موسیقی توانست آزادی خود را در خدمت اکثریت مردم به دست آورد. اولین کسی که این سد عظیم را شکست بتهوون بود. بتهون گر چه تمام عمر با اعیان و اشراف معاشرت داشت ولی او آن‌ها را در خدمت خود قرار داد و در نهایت موسیقی را برای بیان احساسات خود نوشت. با از بین رفتن حمایت اشراف از آهنگسازان تنها راه برای عرضه آثار موسیقایی در حضور عام، بر پا کردن کنسرت با خرج خود آهنگساز بود. در نتیجه کنسرت‌های اجتماعی و فستیوال‌های موسیقی در ابتدای قرن نوزدهم هم به‌طور قابل ملاحظه‌ای گسترش یافت و هر شهر و قصبه‌ای دارای یک ارکستر کوچک شد. اجرای برنامه‌ها توسط این ارکسترها چندان زیاد نبود و آن‌ها قدرت و عظمت ارکسترهای امروزی را نداشتند. انتشار آثار موسیقیدانان بسیار مشکل‌تر از انتشار یک کتاب بود و لذا مردم بیشتر با اجرای آثار می‌توانستند با آهنگساز ارتباط برقرار کنند. آهنگسازان این دوره برای الهام موسیقایی بیشتر به درون خود فرورفته و عملاً فردگرا شدند، به‌طوری‌که آثارشان را برای آیندگانی که ممکن بود آن‌ها را تحسین کنند می‌نوشتند نه برای سفارش دهنده معاصر. این تأکید بر فردگرایی در سرتاسر دوره رمانتیک وجود داشت و بنابراین هیچ وقت بر فاصله بین توده عظیم اجتماع و فرد آهنگساز پلی زده نشد. یکی دیگر از مظاهر فردگرایی این دوره سولیست بودن اکثر آهنگسازان از جمله پاگانی‌نی در ویولن، شوپن و لیست در پیانو است که در مقابل سولیست‌ها یا خوانندگان سلو اپرایی قرن هجدهم که عملاً جزو گروه بودند یا رهبران ارکستر در قرن بیستم که یک گروه را اداره می‌کنند قرار دارند. بهترین موسیقی آوازی قرن نوزدهم برای آواز سولو تصنیف شده، نه برای گروه کر، در نتیجه این عوامل شرایط اقتصادی آهنگسازان در آلمان و دیگر نقاط اروپا رو به ضعف نهاد و به ناچار آهنگساز می‌بایست نوازنده‌ای چیره‌دست می‌بود تا بتواند از این طریق امرار معاش کند.

## انسان و طبیعت
در نتیجه انقلاب صنعتی در قرن نوزدهم، جمعیت اروپا به‌طور قابل ملاحظه‌ای به خصوص در شهرها افزایش یافت. در سال‌های بین ۱۸۰۰ تا ۱۸۸۰ جمعیت شهرهای لندن و پاریس چهار برابر شد و در نتیجه قسمت اعظم مردم از جمله موسیقیدانان از محافل بارگاه‌ها و شهرهای کوچک که در آن اکثراً یکدیگر را می‌شناختند و رابطه نزدیکی داشتند به شهرهای بزرگ کوچ کردند و در میان ازدحام و شلوغی این شهرهای مدرن رها شدند. بیشتر زندگی روزانه مردم به تدریج از طبیعت جدا شد و در نتیجه همین جدایی بود که انسان عاشق و شیفته طبیعت شد.
قرن نوزده عصر نقاشی منظره‌ای بود و نقاشان این دوره بیشتر طبیعت را تصویر می‌کردند. در آثار آهنگسازان نیز به این امر توجه می‌شد و مناظر موسیقایی چون اوراتوریو چهار فصل اثر هایدن، پاستورال اثر بتهون و به دنبال آن اورتورهای مندلسون، سمفونی‌های بهار و راین اثر شومان پوئم سمفونی‌های برلیوز و لیست و اپراهای وبر و واگنر به وجود آمدند. با وجود این برای آهنگسازان رمانتیک صرفاً نشان دادن طبیعت مطرح نبود، بلکه خویشاوندی نزدیکی بین طبیعت و زندگی درونی موسیقیدان وجود داشت که این خود منبع الهام و پناهگاه روح او بود.

## علم و غیرعلم
قرن نوزدهم شاهد پیشرفت سریع در علم و دانش بود ولی در مقابل، موسیقی این دوره همیشه از مرزهای عقلانی به ماوراء طبیعت و ضمیر ناخودآگاه سفر می‌کرد.
موسیقیدانان اغلب موضوعات خود را از رؤیاها (همانند سمفونی فانتاستیک برلیوز)، یا اسطوره‌ها (مانند اپراهای واگنر) انتخاب می‌کردند. کوشش آهنگسازان در جهت یافتن زبان موسیقایی که بتواند این ایده‌های عجیب و خیالی را بیان کند، منجر به توسعه و گسترش هارمونی، ملودی و رنگ‌آمیزی ارکستر شد.

## ملی‌گرایی و احساسات بین‌المللی
یکی دیگر از عوامل دوگانه این قرن، اختلاف سیاسی بود که بین ملی‌گرایان و مارکسیست‌ها وجود داشت. فکر ملی‌گرایی پدیده مهم رمانتیک بود که اثر زیادی بر موسیقی این دوره به جای گذاشت و در نتیجه به موسیقی فولکلوریک و آوازه‌های محلی که بیانگر روح ملی بود توجه خاصی مبذول شد. برخلاف موسیقی کلاسیک که زبان جهانی داشت و خصوصیات ملی در آن به حداقل رسیده بود، موسیقی قرن نوزدهم، در حالی که برای تمام بشریت تصنیف می‌شد و در واقع بین‌الملل بود، ولی زبان ملی داشت و شماری از آهنگسازان در کشورهای مختلف مکتب موسیقی ملی خود را به وجود آوردند.

### سنت و انقلاب
حرکت رمانتیک از همان ابتدا با تأکید بر خاصیت اصالت در هنر رنگ انقلابی داشت و در کل رمانتیسم طغیانی بود علیه محدودیت‌های کلاسیسم. آهنگسازان تا اواخر قرن هیجدهم برای زمان خود می‌نوشتند و علاقه چندانی به گذشته و آینده نداشتند، اما آهنگسازان رمانتیک بیشتر به آیندگان و قضاوت نسل آینده می‌اندیشیدند و احساس همدردی با زمان خود نداشتند. هم‌زمان با این جریان بعضی از آهنگسازان این دوره هنوز از فرم‌های کلاسیکی مانند سونات، سمفونی کوارتت زهی استفاده می‌کردند و در کل سیستم هارمونی کلاسیک‌ها هنوز اساس موسیقی رمانتیک بود؛ لذا بعضی از آهنگسازان رمانتیک از جمله مندلسون، برامس و بروکنر را سنت گرا و برلیوز، لیست و واگنر را پیشرو و انقلابی می‌نامیدند و جالب این که هر دو گرایش سنت گرا و پیشرو در شومان وجود داشت؛ بنابراین یکی از ویژگی‌های حرکت رمانتیک توجه به آینده و گذشته است و در همین رابطه بود که آثار فراوانی از گذشتگان در این دوره به چاپ رسید. پاسیون سن ماتیو اثر باخ دوباره احیا شد و در سال ۱۸۲۹ به رهبری مندلسیون در برلین به اجرا درآمد. این اجرا نمونه آگاهانه از علاقه به موسیقی باخ بود که بالاخره در سال ۱۸۵۰ به اولین انتشار آثارش نیز انجامید. (کلاسیک، رومانتیک و مدرن، ژاک بارزون، نیویورک، ۱۹۶۹)